# Bohumil Zahradník-Brodský
Bohumil Zahradník-Brodský (21. srpna 1862, Hostačov – 26. listopadu 1939, Průhonice) byl český prozaik, autor konvenčních románů a povídek s převážně společenskými, milostnými, rodinnými a historickými náměty.

## Život
Bohumil pocházel z rodiny Karla Zahradníka (1822–1890), který byl zámeckým zahradníkem v Hostačově a Marie Zahradníkové-Krupské (1829–1885). Měl dva sourozence: Mariu Zahradníkovou (1856) a Theodora Zahradníka (1864–1926).
Jeho otec se roku 1867 stal městským zahradníkem Německém Brodě (dnes Havlíčkův Brod), kde Bohumil vystudoval v letech 1874–1882 gymnázium. Zde ve studentském časopise publikoval své první práce. Poté vystudoval katolickou teologii v Hradci Králové a roku 1886 by vysvěcen na kněze. Nejprve byl kaplanem ve Zruči nad Sázavou a v letech 1889 až 1919 farářem v Ouběnicích, kam za ním dojížděli jeho přátelé, mezi kterými byl například Jindřich Šimon Baar, Jakub Deml, Antonín Klášterský, Jaroslav Vrchlický nebo Alois Jirásek. Ve své farnosti prosazoval moderní způsob hospodaření, založil kampeličku a meliorační družstvo.
Roku 1908 byl tajně oddán přítelem, Aloisem Svojsíkem s Annou Plešingrovou (1870–1935), překladatelkou z angličtiny a autorkou drobné beletrie, se kterou měl dceru Růženu Zahradníkovou-Brodskou (1911–2000). V letech 1918–1919 byl v čele hnutí, které usilovalo o reformu katolické církve (zrušení celibátu, zavedení české liturgie). Když hnutí neuspělo, z katolické církve vystoupil a roku 1920 se stal spoluzakladatelem československé církve, když však v ní neprosadil příklon k pravoslaví, zřekl se činnosti v ní a na pravoslaví přestoupil.
Roku 1919 se Bohumil přestěhoval do Prahy a pracoval zde jako úředník na Ministerstvu školství a národní osvěty, od roku 1922 jako ministerský rada. Byl členem agrární strany, působil ve spolku Svatobor, v Nakladatelském družstvu Máje a ve výboru Syndikátu českých spisovatelů. Roku 1924 odešel do důchodu a věnoval se literatuře. Pochován je v Praze na Olšanských hřbitovech.
Byl autorem více než stovky konvenčních románů a povídek, jejichž náměty čerpal většinou ze své současnosti. Zápletky bývají milostné a často sociálně a někdy i nacionálně nebo kriminálně zabarvené. Vypravování v sobě spojuje mravoučně-výchovný zřetel se zábavným, ale bez hlubšího uměleckého záměru. Postavy jsou velmi dobře odpozorovány ze života, ale jsou psychologicky mělké a jednostranně zaměřené (na jedné straně jsou padouši a intrikáni a na druhé straně ušlechtilí hrdinové většinou z chudšího prostředí, nejčastěji jde o přitažlivou svedenou a opuštěnou ženu). Děj příběhů, které se odehrávají v různých prostředích (vesnickém, statkářském, šlechtickém, maloměstském, pražském, podnikatelském, dělnickém, vojenském i kněžském), je obvykle široce rozvětvený a v závěru bývá zlo potrestáno a dobro odměněno. Jeho díla získala značnou čtenářskou oblibu a stala se ve dvacátých letech námětem čtyř němých filmů.
Používal přídomek Brodský a pseudonymy Václav Galus, Jan Gregora, Ondřej Lexa, Vladimír Lucian, Hugo Léman a Vlastimil Šumavský. Obdržel Řád svatého Sávy. V Praze II bydlel na adrese Ve Smečkách 17.

## Dílo
| „               | Na sociální proměny doby tento veleplodný autor nedbá, opíraje se jen a jen o konvenci a spoléhaje na čtenářovu shovívavost a nekritičnost. Pro přístupnost a sentimentálnost svých prací patří stále Brodský mezi nejčtenější autory, což vyvolávalo v lidovýchovných kruzích mnohou odezvu. Na jeho obranu bývá uváděno, že v záplavě krvákové četby naučil číst několik generací čtenářů ze širokých vrstev domácí literaturu a že vytvořil most k Jiráskovi, Baarovi a Raisovi. | “ |
| — Jaroslav Kunc | |   |

### Výběrová bibliografie
- Bouře na horách (1885), historická povídka napsaná pod vlivem Václava Beneše Třebízského
- Za své a cizí viny (1887)
- Číslo 1452 (1889), obrázek ze života pražských dětí
- Obrázky z vojny (1890)
- Staré panstvo (1892), obrázky minulých dob
- Z vesnic a samot (1894), obrázky z českého jihu
- Přátelé lidu (1895, dva obrázky z venkovského života naší doby
- Vesnické obrázky (1898)
- Obětovaná (1898), román
- Pozdní květ (1901), román
- Nad propastí (1901), román
- Paní pokladníková (1901), román
- Přeludy (1902), novela
- Václav Lamač (1903), román
- Vezdejší chléb (1905), román
- V hodinu dvanáctou (1909), román
- Trosky (1909), román
- Odboj (1909), román
- Záhady života (1910), román
- Vítězství lásky (1911), román
- Odumřelá ratolest (1912), román
- Zrada Urešova (1913), román
- Dům ztraceného štěstí (1916), román, zfilmováno roku 1927, režie Josef Rovenský
- Světlo za oknem. Omyl, který učinila. (1916) Dostupné online
- Čarovné oči (1917), román, zfilmováno roku 1923, režie Václav Kubásek
- Pouta mrtvé lásky (1918), román
- Jan Vladyka (1919), román z kněžského prostředí s kritikou celibátu a církevní hierarchie
- Kouzlo domova (1919), román
- Jací byli (1922), román
- Evangelium života (1922), román
- Jarní sněhy (1923), román
- Padlý ideál a jiné povídky (1924)
- Děvče z hor (1924), román, zfilmováno roku 1924, režie Václav Kubásek
- Přístav mlčení (1925), román
- Kvetoucí jabloně (1927), román
- Chrám úsvitu (1928), román
- Životem vedla je láska (1928), román, zfilmováno roku 1928, režie Josef Rovenský
- Bílé světlo (1930), román
- Hovory pralesa (1930), román
- Ironie života a jiné povídky (1930)
- U moře a u lesa (1930), román
- Horská myslivna (1931), román
- Neviditelná mez (1931), román
- Zimné rozkvétání (1931), román
- Bouřlivý západ (1932), román
- Serafina (1932), román
- Dříve či později (1933), román
- Duše ve vězení (1933), román
- Neznámá ruka (1934), román
- Manželství ve třech (1934), román
- Poslední dar (1934), román
- Nejvyšší zákon (1936), román
- Od večera do rána (1936), román
- Mezi svými (1937), román

### Odborné publikace
K odborné tvorbě patří:
- O právu původcově
- O nakladatelské smlouvě
- O starobním pojištění spisovatelů, umělců a novinářů